# Roger Gilbert-Lecomte

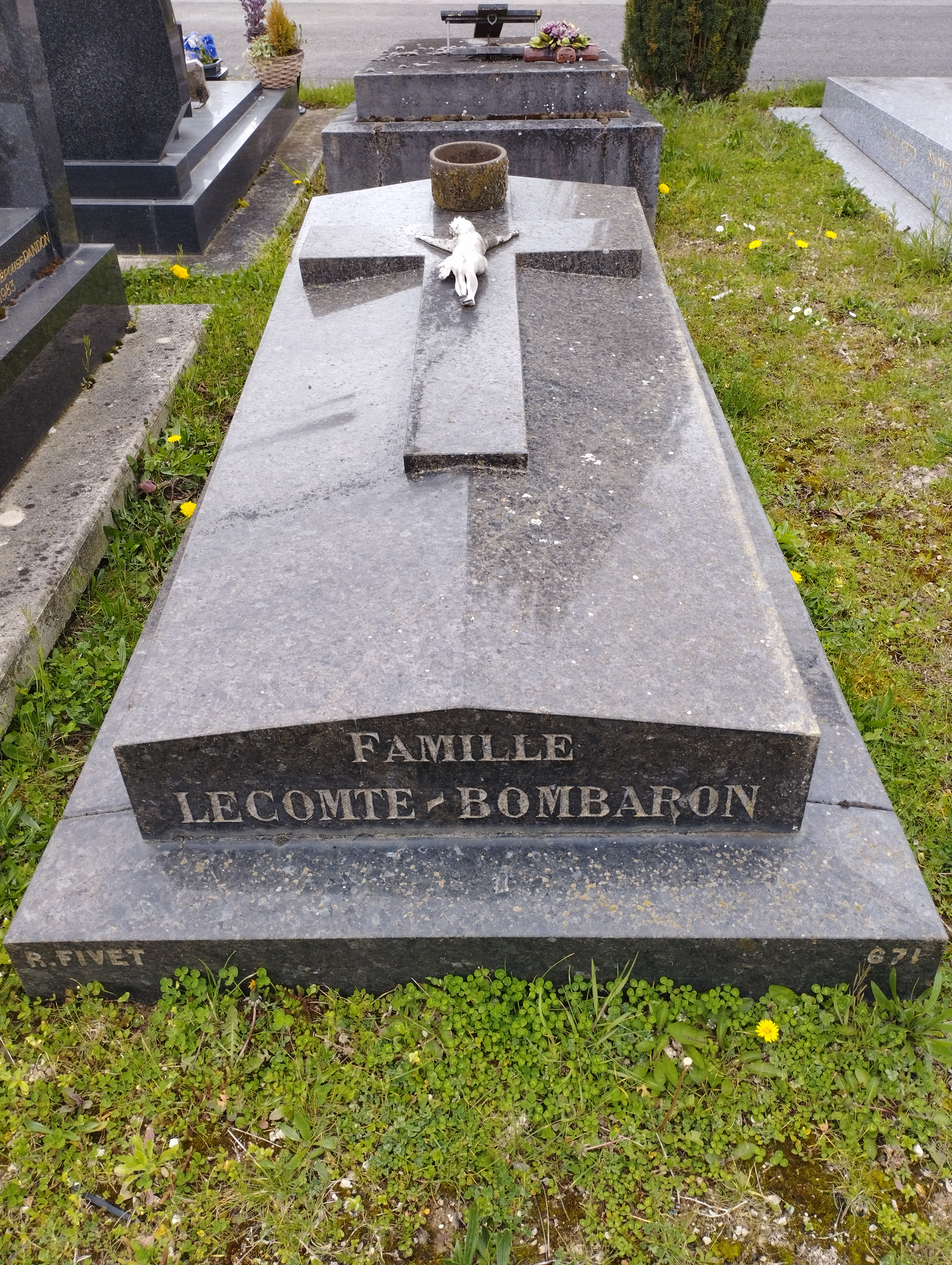
grób pisarza w Reims

Roger Gilbert-Lecomte (ur. 18 maja 1907 w Reims, zm. 31 grudnia 1943 w Paryżu) – francuski poeta i pisarz awangardowy.
Wraz z René Daumalem, Rogerem Vaillandem i czeskim malarzem Josefem Šímą utworzył grupę literacko-plastyczną "Le Grand Jeu" (Wielka Gra) i tak samo zatytułowane czasopismo. Grupa bliska była surrealizmowi, ale André Breton odmawiał jej miana surrealistycznej. Gilbert-Lecomte eksperymentował z narkotykami, zwłaszcza z morfiną, także w celach artystycznych.

## Twórczość
- Le grand jeu (nr 1, 2 i 3)
- Testament (1955)
- Sacre et massacre de l'amour (1960)
- Tétanos mystique (pośm. 1972)
- Lettres à Benjamin Fondane (pośm. 1985)
- Monsieur Morphée empoisonneur public (pośm. 1966)